# John Neubauer
John Neubauer (geboren 2. November 1933 in Budapest; gestorben 5. Oktober 2015 in Amsterdam) war ein US-amerikanischer Literaturwissenschaftler.

## Leben
János Neubauer wurde während der Judenverfolgung in Ungarn im Jahr 1944 versteckt. Er besuchte das Fasori Evangélikus Gimnázium in Budapest und studierte an der Universität Miskolc. Nach der Niederschlagung des Ungarischen Volksaufstandes 1956 floh er in die USA. Er studierte Physik am Amherst College (B.A.) und machte 1962 einen M.Sc. in Physik und einen M.A. in Germanistik an der Northwestern University und wurde dort 1965 in Germanistik promoviert. Ab 1964 war er als Instructor und als Assistant Professor an der Princeton University beschäftigt. Seine akademische Karriere führte ihn 1969 als Associate Professor an die Case Western Reserve University. 1972 forschte er als Fulbright-Stipendiat in Deutschland.
Von 1973 bis 1983 lehrte er als Professor Wissenschaftstheorie und Wissenschaftsgeschichte an der University of Pittsburgh, seit 1976 als Full Professor. Neubauer wurde 1983 Professor für Komparatistik an der Universiteit van Amsterdam und dort 2003 emeritiert.
Er nahm Gastprofessuren wahr an der Universidad del Valle, Cali (1967/68), der University of British Columbia (1972), in Harvard (1979), in Princeton (1986), an der Universität Essen (1991) und an der Catholic University of America (1996). Er war von 1988 bis 1994 Mitglied im Executive Committee der International Comparative Literature Association (ICLA). Neubauer wurde 1996 zum Corresponding Member der British Academy gewählt.
Neubauer war beteiligt an der Edition von Goethes naturwissenschaftlichen Schriften in der Münchener Goethe-Ausgabe. Er befasste sich mit den Literaturen Osteuropas und der Emigrationsliteratur.

## Schriften (Auswahl)

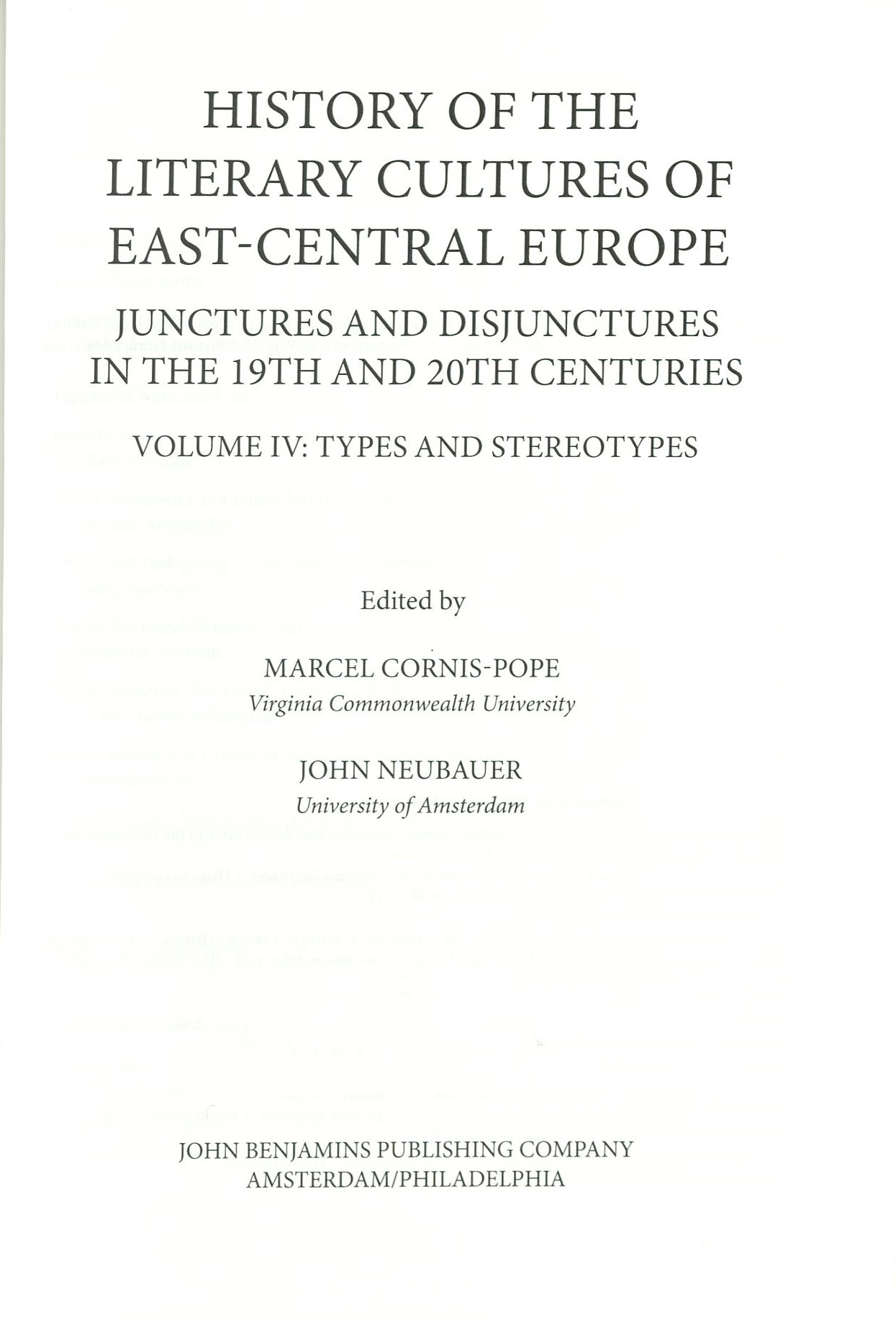
History of the literary cultures of East-Central Europe

- Bifocal vision: Novalis’ Philosophy of nature and disease. Chapel Hill: The University of North Carolina Press, 1971
- Symbolismus und symbolische Logik: die Idee der Ars combinatoria in der Entwicklung der modernen Dichtung. München: Fink, 1978
- The emancipation of music from language: departure from mimesis in eighteenth-century aesthetics. New Haven: Yale Univ. Pr., 1986
- The fin-de-siècle culture of adolescence. New Haven: Yale University Press, 1992
- (Hrsg.): Cultural history after Foucault. New York, NY: Aldine de Gruyter, 1999
- John Neubauer, Borbála Zsuzsanna Török (Hrsg.): The Exile and Return of Writers from East-Central Europe: A Compendium. Berlin: Walter de Gruyter, 2009
- Marcel Cornis-Pope, John Neubauer (Hrsg.): History of the literary cultures of East-Central Europe: junctures and disjunctures in the 19th and 20th centuries. Amsterdam: J. Benjamins, 2004–2010, 4 Bände
- Jan de Voogd, John Neubauer: The reception of Laurence Sterne in Europe. London: Continuum, 2004
- The persistence of voice: instrumental music and romantic orality. Leiden: Brill, 2017